# Рощино (Далматовський район)
Ро́щино (рос. Рощино) — присілок у складі Далматовського району Курганської області, Росія. Входить до складу Далматовського міського поселення.
Населення — 10 осіб (2010, 25 у 2002).
Національний склад станом на 2002 рік: росіяни — 96 %.